# Eine Frau an der Front
Eine Frau an der Front ist eine britische Fernsehserie, die von 2013 bis 2020 in vier Staffeln mit insgesamt 28 Folgen produziert wurde. Am 24. März 2013 wurde die Pilotfolge ausgestrahlt, die in Spielfilmlänge war. Am 21. September wurde eine erste Staffel mit fünf Folgen ausgestrahlt. Lacey Turner verließ die Serie nach der ersten Staffel. Als neue Hauptfigur für die zweite Staffel wurde Michelle Keegan als Lance Corporal Georgie Lane eingeführt. Auch die zweite Staffel umfasst fünf Folgen und wurde am 7. September 2016 ausgestrahlt. 2017 wurde eine dritte Staffel mit zwölf Folgen bestellt, die in zwei Teile gesplittet wird. Die ersten vier Folgen der dritten Staffel, die als Nepal Tour bekannt sind, wurden am 10. Oktober 2017 ausgestrahlt. Die verbleibenden acht Folgen wurden ab dem 5. Juni 2018 nacheinander ausgestrahlt, wobei Olly Rix als neuer Spezialeinheitsoffizier „Bones“ McClyde in die Besetzung aufgenommen wurde. Im Januar 2019 wurde von der BBC bestätigt, dass Keegan für eine vierte Serie von sechs Teilen zurückkehren würde. Sie kündigte auch an, dass dies ihre letzte Serie sein würde. Die Ausstrahlung begann am 24. März 2020 und endete am 28. April 2020. Nach dem Ausstieg von Keegan nach der vierten Staffel, verlängerte die BBC die Serie nicht um eine fünfte Staffel. Im August 2020 stellte die BBC die Serie ein.

## Inhalt
Die junge Molly Dawes aus dem multikulturellen Londoner Stadtteil Newham möchte ihrem alten Leben entfliehen und tritt in die Britische Armee ein. Ihr Entschluss wird bestärkt, als sie ihren Freund beim Fremdgehen ertappt. Ihre Eltern sind von ihrer Entscheidung nicht begeistert und ihr Vater droht ihr, sie aus der Familie auszuschließen. Nur ihre Schwester hält zu ihr. Nachdem sie als Sanitäterin ausgebildet und mit Erfolg das Training bestanden hat, wird sie in Afghanistan eingesetzt. Ihr Vorgesetzter Captain James und auch Private Smith entwickeln schnell Gefühle für sie. Zwischen dem Leid der Bevölkerung und der Abenteuerlust ihrer Kameraden muss sie schwere Prüfungen bestehen.

## Episoden
Der Sender Arte zeigte die erste Staffel mit sieben Teilen, in der der Fernsehfilm von 2013 und die fünfteilige Serie von 2014 zusammengefasst wurden.
Die Arte-Staffel 1 besteht aus folgenden Episoden:
- Fernsehfilm "Our Girl" – Pilot Teil 1 (ausgestrahlt auf BBC One 2013)
- Fernsehfilm "Our Girl" – Pilot Teil 2
- Episode 1 – Time (ausgestrahlt auf BBC One 2014)
- Episode 2 – Feelings
- Episode 3 – Changes
- Episode 4 – Love
- Episode 5 – Heroes

## Hintergründe
- Die Szenen in Afghanistan wurden in Südafrika gedreht.
- Die Serie wurde bis jetzt nur in Australien[2], Neuseeland[3], Schweden und Deutschland[4] ausgestrahlt. In Frankreich sendet Arte die Serie unter dem Titel Molly – une femme au combat.
- 2016 wurde eine zweite Staffel ausgestrahlt, die Hauptrolle in dieser Staffel spielte Michelle Keegan als Lance Corporal Georgie Lane.[5] Die Ausstrahlung der zweiten Staffel begann am 7. September 2016 auf BBC One und endete am 5. Oktober 2016.
- Die ersten vier Teile der zwölfteiligen dritten Staffel wurden ab Oktober 2017 auf BBC One ausgestrahlt, mit dem Titel "Nepal Tour" und erneut mit Michelle Keegan als Georgie Lane und Luke Pasqualino als Elvis Harte in den Hauptrollen.[6]
- Die restlichen acht Folgen der dritten Staffel[7] wurden vom 5. Juni 2018 bis zum 24. Juli 2018 auf BBC One ausgestrahlt. Sie spielen in Nigeria, Belize und Bangladesch.[8]

## Kritiken
„In Our Girl spielt (die Hauptdarstellerin) Turner hervorragend, vor allem wenn sie am Anfang noch herrlich undiszipliniert ist. Doch die so ähnlich schon zu oft erzählte Geschichte rettet auch sie nicht.“

„Was zunächst wie ein Sozialdrama beginnt, wird ab der zweiten der sieben Folgen (…) zu einer Art „embedded soap opera“ über den Einsatz am Hindukusch. Politik bleibt weitgehend außen vor, und der Einsatz selbst wird nie ernsthaft infrage gestellt. Zwar wirkt das Ganze auch dank der Hauptdarstellerin Lacy Turner erdiger als viele US-Vorbilder, dennoch bleibt die Serie selbst arg zwiespältig.“